# Ashmeadiella occipitalis
Ashmeadiella occipitalis är en biart som beskrevs av Michener 1939. Ashmeadiella occipitalis ingår i släktet Ashmeadiella och familjen buksamlarbin. Inga underarter finns listade i Catalogue of Life.